# Асис-Шатобриан (Парана)
Асис-Шатобриан (порт. Assis Chateaubriand) — муниципалитет в Бразилии, входит в штат Парана. Составная часть мезорегиона Запад штата Парана. Входит в экономико-статистический микрорегион Толеду.
Население составляет 28 572 человека на 2006 год. Занимает площадь около 969,6 км². Плотность населения — 29,5 чел./км².

## История
Асис-Шатобриан основан 20 августа 1966 года.

## Статистика
- Валовой внутренний продукт на 2003 год составляет 379 794 217,00 реалов (данные: Бразильский институт географии и статистики).
- Валовой внутренний продукт на душу населения на 2003 год составляет 12 351,84 реалов (данные: Бразильский институт географии и статистики).
- Индекс развития человеческого потенциала на 2000 год составляет 0,787 (данные: Программа развития ООН).

## География
Климат местности: субтропический. В соответствии с классификацией Кёппена, климат относится к категории Cfb.